# Jacques Dutronc
Jacques Dutronc (Paris, 28 de abril de 1943) é um cantor, compositor e ator francês. Foi casado com a cantora Françoise Hardy, desde 1981, com quem teve um filho, Thomas Dutronc, guitarrista de jazz, nascido em 1973.
Jacques Dutronc participou nos anos 1960 do movimento musical francês yé-yé com a banda El Toro et les Cyclones.
Nos anos 1960, ele é co-diretor das edições fonográficas Alpha que trabalham também para a gravadora Vogue. Portanto, cuida de alguns artistas e compõe, entre outros, uma canção para Françoise Hardy. Jacques Dutronc compõe também com Jacques Lanzmann o single Et Moi, et moi, et moi, que foi gravado pelo próprio Jacques e lançado no verão 1966. É o início do sucesso musical.
Em 1973, o amigo ex-fotógrafo da revista Salut Les Copains, Jean-Marie Périer convida Dutronc para atuar no filme Antoine et Sébastien. É o início do sucesso cinematográfico.

## Discografia selecionada
- Jacques Dutronc (Vogue, 1966)
- Jacques Dutronc (Vogue, 1968)
- Jacques Dutronc (Vogue, 1969)
- Jacques Dutronc (Vogue, 1970)
- Jacques Dutronc (Vogue, 1971)
- Jacques Dutronc (Vogue, 1972)
- Jacques Dutronc (Vogue, 1975)
- Guerre et Pets (Gaumont Musique WEA, 1980)
- C'est pas du bronze (Gaumont Musique, 1982)
- C.Q.F.D...utronc (CBS, 1987)
- Dutronc au casino (Columbia, 1992)
- Brèves Rencontres (Columbia), 1995)
- Madame L'Existence (Columbia, 2003)

## Filmografia selecionada
- Antoine et Sébastien (Jean-Marie Périer, 1973)
- L'important c'est d'aimer (Andrzej Żuławski, 1974)
- Le bon et les méchants (Claude Lelouch, 1975)
- Sauve qui peut (la vie) (Jean-Luc Godard, 1979)
- Tricheurs (Barbet Schroeder, 1983)
- Mes nuits sont plus belles que vos jours (Andrzej Żuławski, 1989)
- Van Gogh (Maurice Pialat, 1991) (also music)
- Place Vendôme (Nicole Garcia, 1998)
- Merci pour le chocolat (Claude Chabrol, 2000)